# آلان باتون
آلان ستيوارت باتون (بالإنجليزية: Alan Stewart Paton)‏ (11 يناير 1903 - 12 أبريل 1988) هو كاتب ومصلح اجتماعي وناشط مناهض للفصل العنصري، ولد في جنوب أفريقيا، ركز على مشكلات بلده العرقية والاجتماعية، وأسس حزب جنوب أفريقيا الليبرالي، كما كان رئيسًا لإصلاحية ديبكلوف للأحداث الجانحين، وقد أدخل عليها تغييرات تربوية وثقافية أحدثت تأثيرًا كبيرًا، فيما اكتسب شهرة واسعة عالميًا بعد نشره روايته الأولى «إبك أيها البلد الحبيب» عام 1948، وترجمت الرواية للغات عدة، وتحولت عام 1949 إلى أوبرا غنائية لحنها كورت فيل بعنوان «تائهون في النجوم»، وفي عام 1952 تم تحويلها إلى فيلم سينمائي، وكان باتون أحد أبرز المساندين لمانديلا أثناء محاكمته.

## حياته
ولد آلان باتون في بيترماريتزبرج في مقاطعة ناتال (كوازولو ناتال حالياً) لأب يعمل كموظف مدني بسيط. وحصل باتون على درجة البكالوريوس في العلوم من جامعة ناتال، ثم دبلوم تربوي. عمل في التدريس بعد تخرجه في مدرسة اكسوبو الثانوية، ثم عمل في ثانوية بيترماريتنريرج.
والتقى باتون بدوري فرانسيس في اكسوبو، وتزوجا عام 1928، وبقيا معاً حتى وفاتها عام 1967. وتم توثيق حياتهم في كتابه الذي نشر عام 1969، وتزوج سكرتيرته آن هوبكنز في العام نفسه.

## مسيرته العملية
شغل باتون مركز مدير إصلاحية ديبكلوف للشباب الأفريقيين من عام 1935 إلى عام 1948، وأدخل إصلاحات مثيرة للجدل. من أبرز هذه الإصلاحات الجديدة سياسة السكن المفتوح، وسياسة السماح بالعمل، وسياسة الزيارات المنزلية. يُسكن الفتيان مبدئياً في سكن مغلق، ويتم نقلهم إلى سكن مفتوح داخل المجمع عندما يثبتون بأنهم جديرون بالثقة. ويُسمح للفتيان الذين يتحصلون على ثقة عالية بالعمل خارج المجمع. ويُسمح في بعض الحالات للفتيان بالإقامة خارج المجمع تحت إشراف أُسر الرعاية. ومن الجدير بالملاحظة أن أقل من 1% من عشرة آلاف ولد سُمح لهم بمغادرة المجمع خلال السنوات التي قضاها باتون في الإصلاحية قد أخلوا بالثقة ولم يعودوا.
وتطوع باتون للخدمة خلال الحرب العالمية الثانية ولكن تم رفضه. وقام برحلة بعد انتهاء الحرب على نفقته الخاصة للقيام بجولة على المرفق الإصلاحية حول العالم، وجال إسكندنافية وبريطانيا وأوروبا القارية والولايات المتحدة وأمريكا. خلال رحلته إلى النرويج بدأ العمل على روايته إبك البلد الحبيب، التي أكملها على مدار رحلته، وانتهى منها في ليلة عيد الميلاد في سان فرانسيسكو عام 1946.

## معارضة نظام الفصل العنصري
اعتلى الحزب الوطني الانفصالي السلطة في جنوب أفريقيا عام 1948، بعد 4 شهور من صدور رواية إبك البلد الحبيب. أسس باتون الحزب الليبرالي الجنوب أفريقي في عام 1953 للعمل ضد تشريع الفصل العنصري الذي قدمه الحزب الوطني. وظل باتون رئيس الحزب الليبرالي حتى تم انحلاله على أيدي نظام الفصل العنصري في أواخر الستينات لأن أعضاء الحزب كانوا من السود والبيض على حد سواء.
قدم الكاتب لورينس فان دير، زميل باتون الذي انتقل إلى إنجلترا في الثلاثينيات، العديد من المساعدات لباتون. وكان دير بوست يعلم أن مباحث جنوب أفريقيا على علم بالأموال التي يدفعها لباتون، لكنهم لم يستطيعوا ايقافه بإجراءات قانونية.
كان معروف عن باتون معارضته السلمية للفصل العنصري كالعديد من أعضاء الحزب، لكن البعض منهم سلك اتجاه أكثر عنفاً، وارتبط بالحزب وصمة عار نتيجة لأعمال هؤلاء الأعضاء. وصودر جواز باتون عند عودته من نيويورك عام 1960، حيث حصل على جائزة الحرية السنوية هناك، ولم يُرجع له إلا بعد 10 سنوات.

## مؤلفات
من مؤلفاته رواية إبك البلد الحبيب.

## روابط خارجية
- آلان باتون على موقع IMDb (الإنجليزية)
- آلان باتون على موقع الموسوعة البريطانية (الإنجليزية)
- آلان باتون على موقع مونزينجر (الألمانية)
- آلان باتون على موقع ميوزك برينز (الإنجليزية)
- آلان باتون على موقع أول موفي (الإنجليزية)
- آلان باتون على موقع قاعدة بيانات برودواي على الإنترنت (الإنجليزية)
- آلان باتون على موقع إن إن دي بي (الإنجليزية)
- آلان باتون على موقع قاعدة بيانات الفيلم (الإنجليزية)